# Scaphisoma fenestratum
Scaphisoma fenestratum – gatunek chrząszcza z rodziny kusakowatych, podrodziny łodzikowatych i plemienia Scaphisomatini.
Gatunek ten opisany został w 2002 roku przez Ivana Löbla na podstawie 7 okazów odłowionych w 1968 roku.
Chrząszcz o ciele długości od 2 do 2,1 mm, ubarwiony ciemnobrązowo lub czarno z ochrowymi: wierzchołkową ćwiartką pokryw i plamką za środkiem ich długości. Przedplecze jest najszersze u nasady, a ku przodowi bardzo silnie zwężone. Punktowanie jego powierzchni jest płytkie, bardzo delikatne i rzadkie. Pokrywy są słabo zwężone u nasady, najszersze z tyłu nasadowej ćwiartki. Rejon szwu pokryw jest przynajmniej w tylnej ich połowie wyniesiony. Punktowanie pokryw jest niewiele silniejsze niż przedplecza. Tylna para skrzydeł jest bardzo silnie zredukowana. Samiec ma niesymetryczne, silnie rozszerzone paramery oraz długi edeagus o łukowatym wyrostku szczytowym.
Owad endemiczny dla Papui-Nowej Gwinei, znany tylko z Góry Wilhelma. Spotykany na wysokości 3200 m n.p.m.